# Драгутин Джорджевич
Драгутин Джорджевич с псевдоним Алия (на сръбски: Драгутин Ђорђевић Алија) е югославски партизанин и деец на НОВМ.

## Биография
Роден е на 20 август 1920 г. в Дяково, тогава в Кралство Югославия, днес в Косово. До превземането на Югославия от немските войски е подофицер от въздухоплавателните войски на Югославия. След разгрома на югославската армия се укрива.
От есента на 1941 г. се включва в комунистическата съпротива в Югославия в района на родния си град. Тогава влиза в ЮКП. Същата година става член на военното ръководство на ЮКП за Дяково и член на бойна група. През ноември 1942 г. влиза в партизанския отряд „Зейнел Айдини“. От януари 1943 г. е в отряда „Емин Дураку“, а от май до есента на 1943 г. в Шарпланинският отряд. Известно време е куриер между Косово и Главния щаб на народоосвободителните войска на Албания и Главният щаб на Народоосвободителната армия и партизанските отряди на Македония. На 11 ноември 1943 г. влиза в редиците на новосформираната първа македонско-косовска ударна бригада. Там последователно е военен инструктор заместник-командир и командир на батальон. Участва във всички бойни действия срещу немските и българските войски, а след това само срещу немските войски. От юни до края на август 1944 е командир на първи батальон на първа македонска ударна бригада. От 6 септември 1944 г. до 1 януари 1945 е командир на шеста македонска ударна бригада.
От януари 1945 г. е командир на първа косовско-метохийска бригада. След войната служи в югославската народна армия. Бил е началник-щаб на дивизия, командир на Военновъздушен център и офицер от Военновъздушните сили на Югославия. Завършва пехотна офицерска школа в СССР и Висшата военновъздушна академия на ЮНА. Пенсионира се през 1969 г. с чин генерал-майор от ЮНА. Умира на 23 май 2008 г. в Белград.
Носител е на Партизански възпоменателен медал 1941 г., Орден за заслуга за народа със сребърни лъчи, Орден братство и единство със сребърен венец, Орден за храброст и други югославянски ордени. На 27 ноември 1953 г. е обявен за народен герой на Югославия.